# マーキュリー・ミスティーク
ミスティーク（MYSTIQUE）は、フォードが製造、マーキュリーブランドで販売していた自動車である。

## 概要
旧式化してきたマーキュリー・トパーズの後継車として、欧州市場向けのフォード・モンデオをベースに開発され1995年に発売された。フォード・コントゥアのバッジエンジニアリングであり、メカニズムは同一。
トパーズと同様にマーキュリー・トレーサーとマーキュリー・セーブルの間を埋めるミドルクラスセダンである。ベースとなったモンデオはステーションワゴン及び5ドアハッチバックが存在したが、コントゥア同様、ミスティークは4ドアセダンのみ。デザインは姉妹車のコントゥアとは違い、薄く横長のヘッドライトを配した保守的なもの。これはマーキュリーの購買層を意識した結果である。搭載されるエンジンはコントゥア同様、2000cc直4DOHC及び2500ccV6DOHCである。
1998年にはコントゥア同様に1996年に一足早くマイナーチェンジを実施していたモンデオに準じたフロントマスクを持つデザインへの変更が実施され、一見しただけでは同じ車とは思えないほどの変化を遂げた。ただコントゥアがモンデオと同様の楕円形グリルを持つのに対し、逆台形のメッキグリルが与えられ個性を強調している。またコントゥアに設定されたSVT仕様は用意されていない。
しかしミスティークはコントゥアと同じくそのサイズが北米市場では中途半端と受け取られ、価格も上位車種のマーキュリー・セーブルと大きな差がなかったために売れ行きは芳しくなく、また品質の悪さが顧客から嫌われたこともあり、2000年を最後に生産が中止された。

## 車名
「MYSTIQUE」は、英語で「神秘的な雰囲気、神秘性」を意味する。